# 대한민국 상법 제336조
대한민국 상법 제336조는 주식의 양도방법에 대한 상법 회사법의 조문이다.

## 조문
상법 제336조 (주식의 양도방법) ① 주식의 양도에 있어서는 주권을 교부하여야 한다. ② 주권의 점유자는 이를 적법한 소지인으로 추정한다.

第336條 (株式의 讓渡方法) ① 株式의 讓渡에 있어서는 株券을 交付하여야 한다.
②株券의 占有者는 이를 適法한 所持人으로 推定한다.